# Plže
Vesnická památková rezervace Petrov – Plže je soubor vinných sklepů nad obcí Petrov v okrese Hodonín v Jihomoravském kraji, od roku 1983 památkově chráněný.

## Základní geografické a historické údaje
Obec Petrov leží asi 3 km od městečka Strážnice, směrem na Hodonín. Jméno jí dal pravděpodobně Petr z Kravař a Strážnice, majitel strážnického panství († 1434). Dnes obec leží na břehu Baťova kanálu, dříve ale to bylo na břehu Moravy, v její údolní nivě. Tato poměrně nevýhodná poloha vesnice způsobila vznik dnešní vesnické památkové rezervace Plže. V dřívějších dobách si místní hospodáři nemohli budovat sklepy pod svými domy kvůli vysoké hladině podzemní vody. Proto si zřizovali sklepy ve svahu kousek za vesnicí, v místě, které zřejmě nebylo vhodné pro obdělávání, možná to byla původně strž nebo hliník. Postupem doby, od nepaměti až do 80. let 20. století, zde vznikl kompaktní areál sklepů, sice nepříliš pravidelně rozmístěných, ale budovaných vesměs jednotným stylem. (Stáří u těch nejstarších objektů je zřejmě obtížné zjistit, proto je uvedeno „od nepaměti“.) Písemná zmínka vztahující se ke sklepu v Plžích je z roku 1598. Na mapě z I. vojenského mapování sklepy nejsou ještě zachyceny, ale na mapě z II. vojenského mapování je Oberleitnant Tapawitza už neopomněl zakreslit a výslovně je popsal jako WeinKeller. Dále jsou i na mapě III. vojenského mapování.
Novodobé geodetické zaměření bylo provedeno na objednávku SÚRPMO v roce 1971. Plocha areálu je přibližně 3,20 ha. V dnešní době je zde přibližně 80 sklepů. Z toho je 16 vybraných nemovitých kulturních památek a dalších 10 nemovitých kulturních památek.
Areál sklepů nebýval jedinou atrakcí obce. Po staletí byly v obci také lázně u pramene studené alkalicko-sirovodíkové minerální vody. Jsou zmiňovány v 16. století (Tomáš Jordan z Klauznburku) a jsou vyznačeny i na Komenského mapě Moravy z roku 1627. Léčily se tam mnohé známé osobnosti už od Jana St. ze Žerotína. V novějších dobách představovaly petrovské lázně spolu s vinnými sklepy oblíbené regionální výletní a lázeňské místo. V poválečné době lázně spadly pod OÚNZ Hodonín, který je provozoval až do roku 1988. Po privatizačních peripetiích byly zanedbané petrovské lázně nakonec zbořeny, ale pramen zůstal a čeká na možné využití v budoucnosti.

## Urbanisticko-architektonické hodnocení

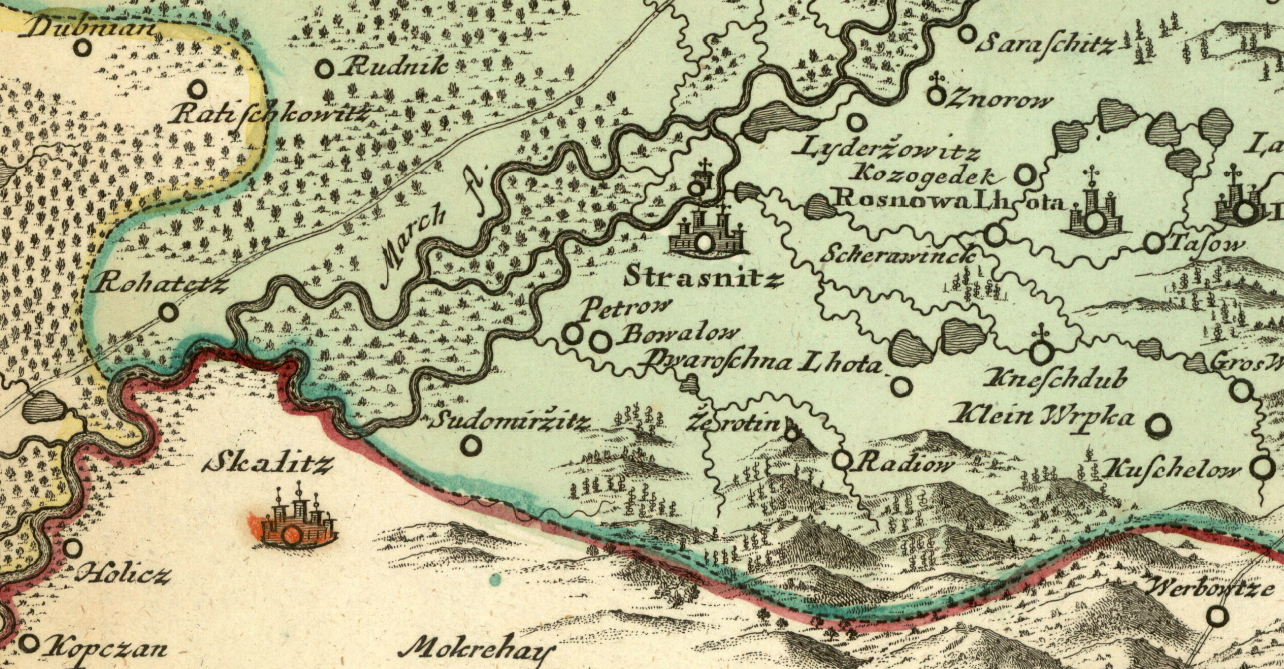
Petrov na Müllerově mapě Moravy z roku 1716

Areál sklepů byl prohlášen památkovou rezervací výnosem ministerstva kultury ČSR ze dne 15. září 1983. Tím bylo završeno úsilí, které dle pamětníků trvalo více než deset let. Poté ONV v Hodoníně vydal dne 30. března 1987 rozhodnutí o vymezení ochranného pásma a o podmínkách ochrany.
Ještě v 70. letech byl zřízen kabelový rozvod el. energie pro připojení sklepů a veřejného osvětlení, podle projektu zpracovaného tehdejším Státním ústavem pro rekonstrukci památkových měst a objektů (SÚRPMO Praha). Tento rozvod nahradil dosavadní vzdušné vedení, jehož střešníky rušily vzhled a poškozovaly stavební konstrukce sklepů. Cesty mezi řadami sklepů byly opatřeny živičným povrchem, ale dešťová ani splašková kanalizace nebyla zřízena. Dále v nedávné době obec zřídila mezi areálem a přilehlým sportovištěm veřejně přístupné WC. V současné době obec Petrov vydává provozní řád pro areál.
Architektonický styl sklepů je do značné míry specifický pro dané místo. Štítové zdi nadzemních částí jsou omítnuty vápennou omítkou, jejich koruny opatřeny krytinou z pálených tašek a svým tvarem připomínají stavby selského baroka. Omítky jsou obíleny vápnem s modrou (ultramarínovou) obrovnávkou. Vzhledem k tomu, že jednotlivé sklepy jsou zasazeny v zeleni, výsledný barevný dojem je velmi působivý. To je poněkud odlišný styl od podobných původních konstrukcí v blízkém i vzdálenějším okolí. Jinde lze častěji vidět mnohem prostší, přísně užitkové stavby bez jakékoli pozornosti k pohledovému efektu.
Typicky se každý objekt skládá ze tří částí. Vstupní místnost je obvykle v úrovni přilehlého terénu, slouží jako lisovna a sklad potřebného náčiní. Z lisovny vede obvykle úzká spojovací chodba se schodištěm dolů do vlastního sklepa. Lisovny bývají zastropeny různě, klenby, ploché klenby do traverz. Sklepy jsou obvykle zaklenuté půlkruhovou cihelnou nebo kamennou klenbou. Nejstarší sklepy obsahují údajně i zemní jámy se stěnami z vypálené hlíny (lochy), používané v dobách nepřátelských vpádů k ukrytí cenností, zásob a prý i dětí. Těch ničivých vpádů bylo v průběhu minulých časů nepočítaně, vzhledem k blízkosti slovenské (uherské) hranice. Sklepy posloužily jako úkryt před nepřátelskou armádou ještě během II. světové války, kdy se tu ukrývali lidé přecházející ilegálně z Protektorátu na Slovensko.

## Kulturně historické a památkové hodnocení předmětu ochrany
Památková ochrana petrovských sklepů byla vyhlášena v roce 1983, tedy před třiceti lety. To je dostatečně dlouhá doba pro zhodnocení všech aspektů tohoto počinu. Naskýtá se možnost provést hodnocení výsledků památkové ochrany jednoduchým porovnáním s obdobným objektem, který takto důsledně památkově chráněn nebyl. K tomu účelu lze užít areál vinných sklepů Nechory v katastru obce Prušánky, rovněž lze nahlédnout i na menší sklepní areály u obce Josefov. Lze předpokládat, že výchozí stav byl v polovině minulého století ve všech lokalitách srovnatelný. Současný stav ale je naprosto odlišný.
Petrovský areál v Plžích působí čistým, klidným a úpravným dojmem i na laika. Podařilo se zde uchovat jednotný styl sklepů, ačkoli v areálu jsou i novostavby sklepů z 80. let 20. století. Jedinou stopou moderní doby je zde rozvod el. energie a stožáry veřejného osvětlení, živičnou směsí zpevněné cesty mezi sklepy a centrální prostor sloužící jako taneční plocha nebo jeviště při kulturních a zábavních akcích, pořádaných v areálu. Určité detaily jednotlivých objektů jsou předmětem trvale udržitelného boje památkářů s vlastníky, ale areál jako urbanistický celek je zcela nepochybně zachován ve svém původním rázu. Areál je celoročně přístupný díky zpevněným cestám a mimo hlavní sezónu působí dojmem tiché, klidné oázy, utopené v zeleni vzrostlých stromů.
Dojem z návštěvy areálu sklepů v Nechorách je zcela odlišný, jednoznačně deprimující, zvláště po desetiletích od předchozí návštěvy. Areál postihla plnou silou vlna budovatelského úsilí vinařů a chalupářů v 60. až 80. letech a ponechala zde zcela typickou stopu. Prostým porovnáním fotografií lze konstatovat, že památková ochrana areálu v Plžích přinesla své ovoce, areálu se podařilo zachovat jeho původní ráz a památkovou hodnotu.